# Día Mundial de la Poliomielitis
El Día Mundial contra la Poliomielitis es una celebración anual que se lleva a cabo el 24 de octubre desde 1988, fue establecido por Rotary International con el soporte de Organización Mundial de la Salud (OMS) en ese mismo año.

## Proclamación
El Día Mundial contra la Poliomielitis fue establecido por Rotary International para conmemorar el nacimiento de Jonas Salk, quien lideró el equipo que desarrolló la primera vacuna contra la poliomielitis.  El 13 de mayo de 1988, durante la 41.ª Asamblea Mundial de la Salud, la Organización Mundial de la Salud (OMS) se comprometió a  erradicar la poliomielitis para el año 2000, lo que llevó a la creación de la Iniciativa para la Erradicación Mundial de la Poliomielitis (GPEI). Esta iniciativa, una asociación público-privada, incluye a la OMS, Rotary International, los Centers for Disease Control and Prevention (CDC) de los Estados Unidos, UNICEF, la Fundación Bill y Melinda Gates y GAVI, la Alianza para la Vacunación. Desde su creación, GPEI ha logrado reducir la poliomielitis en más del 99% en todo el mundo. La proclamación también pretende visibilizar el papel fundamental de los padres, cuidadores, personal de salud y voluntarios en asegurar que las vacunas lleguen a todas las comunidades.

## Celebración
Este día se celebra el 24 de octubre, fecha elegida para conmemorar el nacimiento de Jonas Salk en 1914, el virólogo que desarrolló la primera vacuna inactivada contra la poliomielitis. La primera celebración oficial tuvo lugar en 1988, coincidiendo con el lanzamiento de la GPEI. Desde entonces, las actividades típicas incluyen campañas de vacunación, eventos educativos y de concienciación, y la organización de seminarios y conferencias para resaltar los avances y desafíos en la lucha contra la poliomielitis.

## Temas
- 2009: We’re “this close” to eradicating polio,[5] ('Estamos "así de cerca" de erradicar la poliomielitis')
- 2013: The 30 year battle to End Polio world wide,[6] ('La batalla de 30 años para terminar con la polio en todo el mundo')
- 2014: Sin tema[7]
- 2015: This World Polio Day, We Say Thank You,[8] ('Este Día Mundial contra la Poliomielitis, decimos gracias')
- 2016: End Polio Now, Make History Today,[9][10]('Pongamos Fin a la Polio Ahora, Hagamos Historia Hoy')
- 2017: Unsung heroes on World Polio Day,[11] ('Héroes anónimos en el Día Mundial contra la Poliomielitis')
- 2018: Rotary y la Alianza Mundial para la Erradicación de la polio (GPEI) están a punto de erradicar la polio del planeta[12]
- 2019: Stories of Progress: Past and Present for World Polio Day,[13] ('Historias de Progreso: Pasado y Presente del Día Mundial contra la Poliomielitis')
- 2020-2021: Let's put an end to polio,[14] ('Pongamos fin a la polio')[15]
- 2022: El objetivo de acabar con la enfermedad[16]
- 2023: Las vacunas son seguras y salvan vidas[3]